# Лукит, Константин

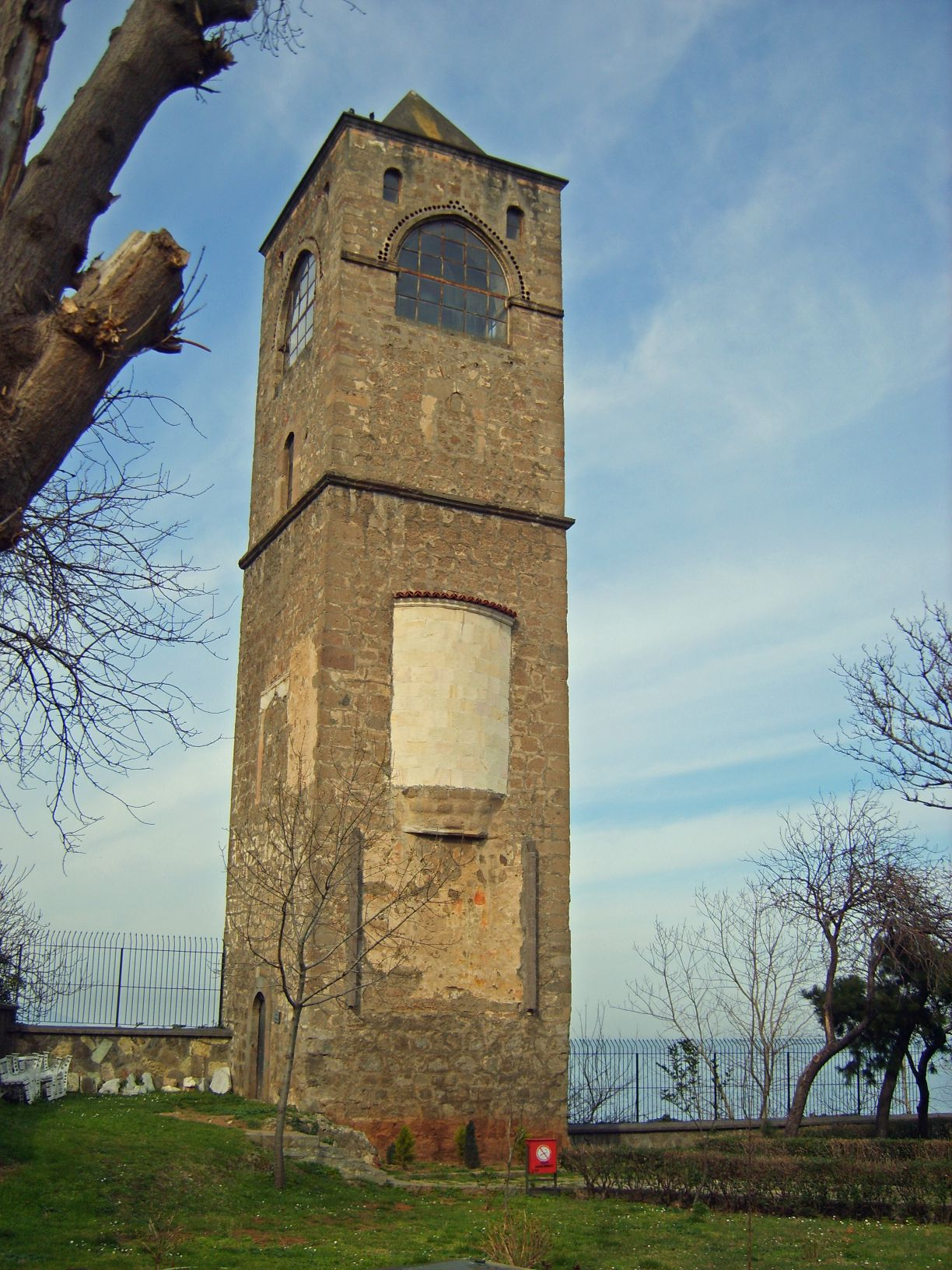
Башня — колокольня храма Св. Софии в Трапезунде)

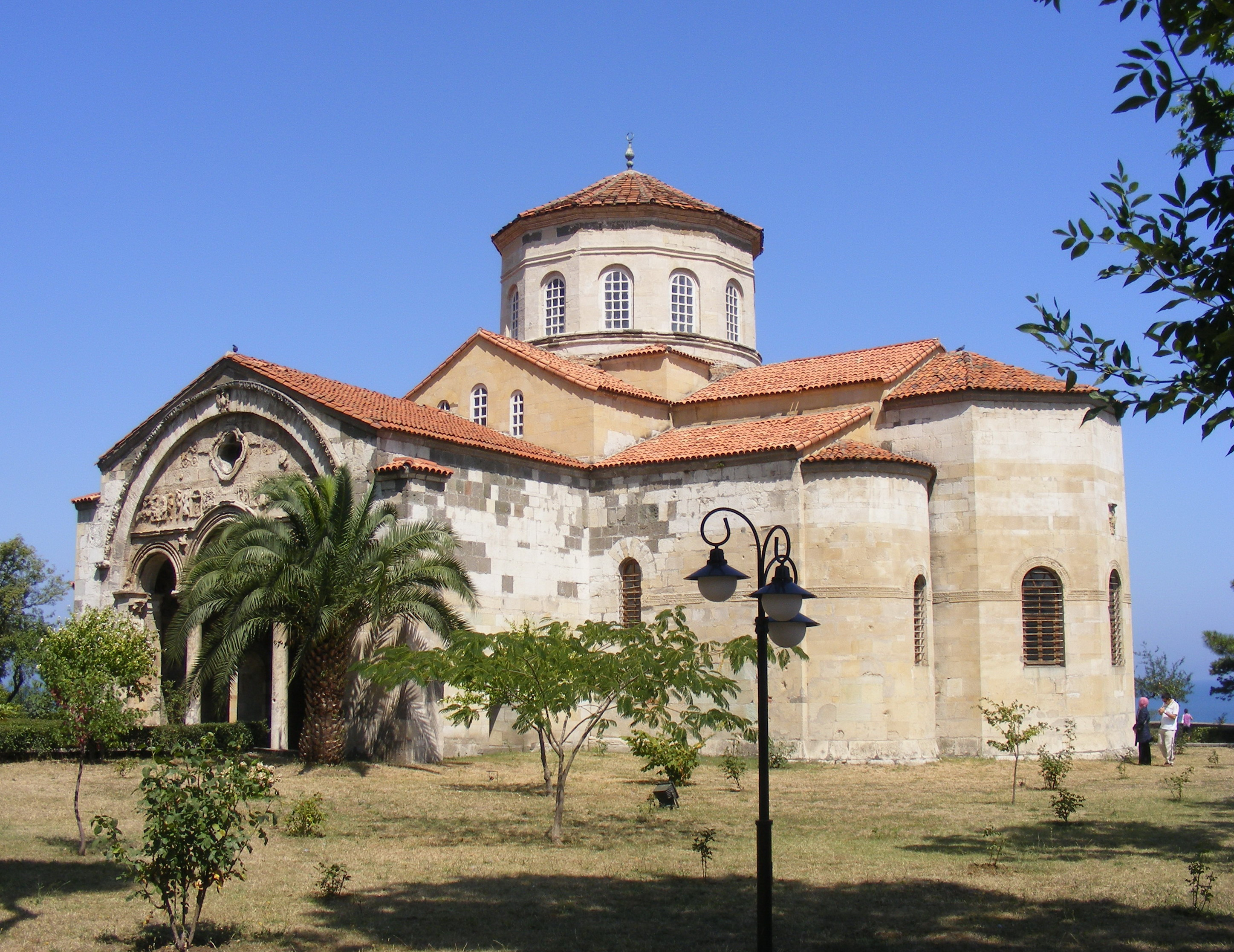
Храм Св. Софии в Трапезунде

Константин Лукит (греч.  Κωνσταντίνος Λουκίτης , около 1280 — 1340), или Ликит (греч.  Λυκίτης ) — византийский учёный, математик и астроном из Константинополя. Впоследствии государственный и научный деятель Трапезундской империи.

## Биография
По имеющейся информации Лукит был родом из Македонии, но вырос в Константинополе и что одним из его учителей был Теодор Иртакин. Согласно A. Bryer и D. Winfield Лукит был халдийского происхождении,.  После завершения учёбы в Константинополе обосновался в Трапезунде, где получил признание и вошёл в элиту учёных при династии Комнинов, что отражается в том факте что в т. н. «Трапезундском гороскопе» его имя упоминается сразу после имени императора. Он получил благосклонность императора Алексея II Великого Комнина и титулы протонотария и протовестиария.
Известно, что он поддерживал связь с Иоанном Лазаропулом, Никифором Григорой.
Значителен объём его переписки с Теодором Иртакиносом, а также с Григорием Хиониадом, который завещал ему часть своей личной библиотеки и наследником которого считается Лукитис многими византинистами.
Преподавал в Трапезунде математику и астрономию. Есть ссылки на то, что астрономию Лукитис преподавал в трапезундских монастырях Св. Евгения и Св. Софии. Однако статус этих «астрономических училищ» неясен. Высказывались также предположения, что в Трапезунде существовала астрономическая академия и обсерватория, которая, согласно некоторым исследователям, располагалась в колокольне — башне при Святой Софии. Однако это утверждение по сегодняшний день не подтверждается располагаемыми источниками.
Жил в Трапезунде при Храме Святой Софии, где и был погребён после своей смерти около 1340 года.
Деятельность византийских учёных, к числу которых относится и Лукит, является связующим звеном между греческой древностью и современностью. Она также смещает акцент с теологии на естественные науки. При этом наблюдается парадоксальное явление, когда уменьшение территории империи ведёт к обратно пропорциональной научной деятельности. При этом эта деятельность, как пишет профессор астрофизики Сотириос Сволопулос, опровергает расхожее мнение, что в Византии процветала только теология, но никак не естественные науки, астрономия и технология.

## Работы
В числе известных работ Лукита: «Эпитафия на смерть Алексея II Великого Комнина» (Επιτάφιον εις τον εν βασιλεύσιν αοίδιμον εκείνον και τρισμακάριστον κύριον Αλέξιον τον Κομνηνόν), а также «Хвала святому мученику Христову» (Εγκώμιον εις τον άγιον μεγαλομάρτυρα του Χριστού Ευγένιον και τους συνάθλους αυτού Κανίδιον, Ουαλεριανόν και Ακύλαν, τους εν Τραπεζούντι μαρτυρήσαντας,, в честь Святого Евгения мученика Трапезундского, где также описывается Осада Трапезунда в 1222 году сельджуками.
Работы Лукита в XIX веке издал российский византинист Афанасий Пападопулос — Керамевс.